# Детская железная дорога имени К. С. Заслонова

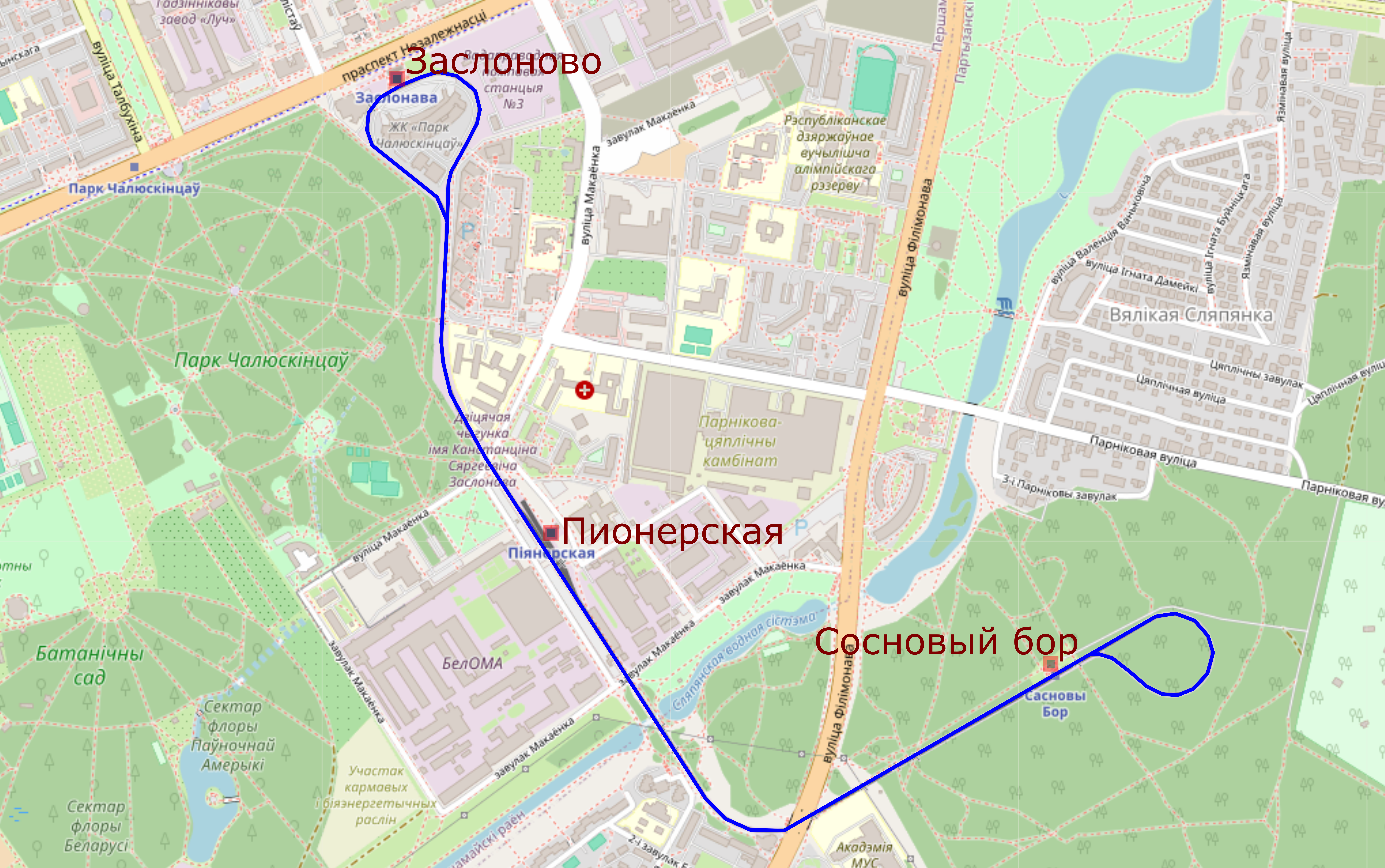
Схема железной дороги

Детская железная дорога имени К. С. Заслонова (бел. Дзіцячая чыгунка імя К. С. Заслонава) (ранее Минская детская железная дорога имени К. С. Заслонова) — детская железная дорога, расположенная в Минске. Единственная детская железная дорога в Беларуси.
Дорога открывается каждый год 1 мая и закрывается в последнее воскресенье сентября. В мае и сентябре дорога работает по выходным (с 1 мая и до июня; с 1 сентября и до последнего воскресенья сентября) и праздничным дням, в летние месяцы — по средам, четвергам, пятницам, субботам и воскресеньям. Начиная с зимы 2008—2009 годов движение поездов осуществляется и в дни зимних каникул. Интервал движения поездов в летний период — 35 минут.

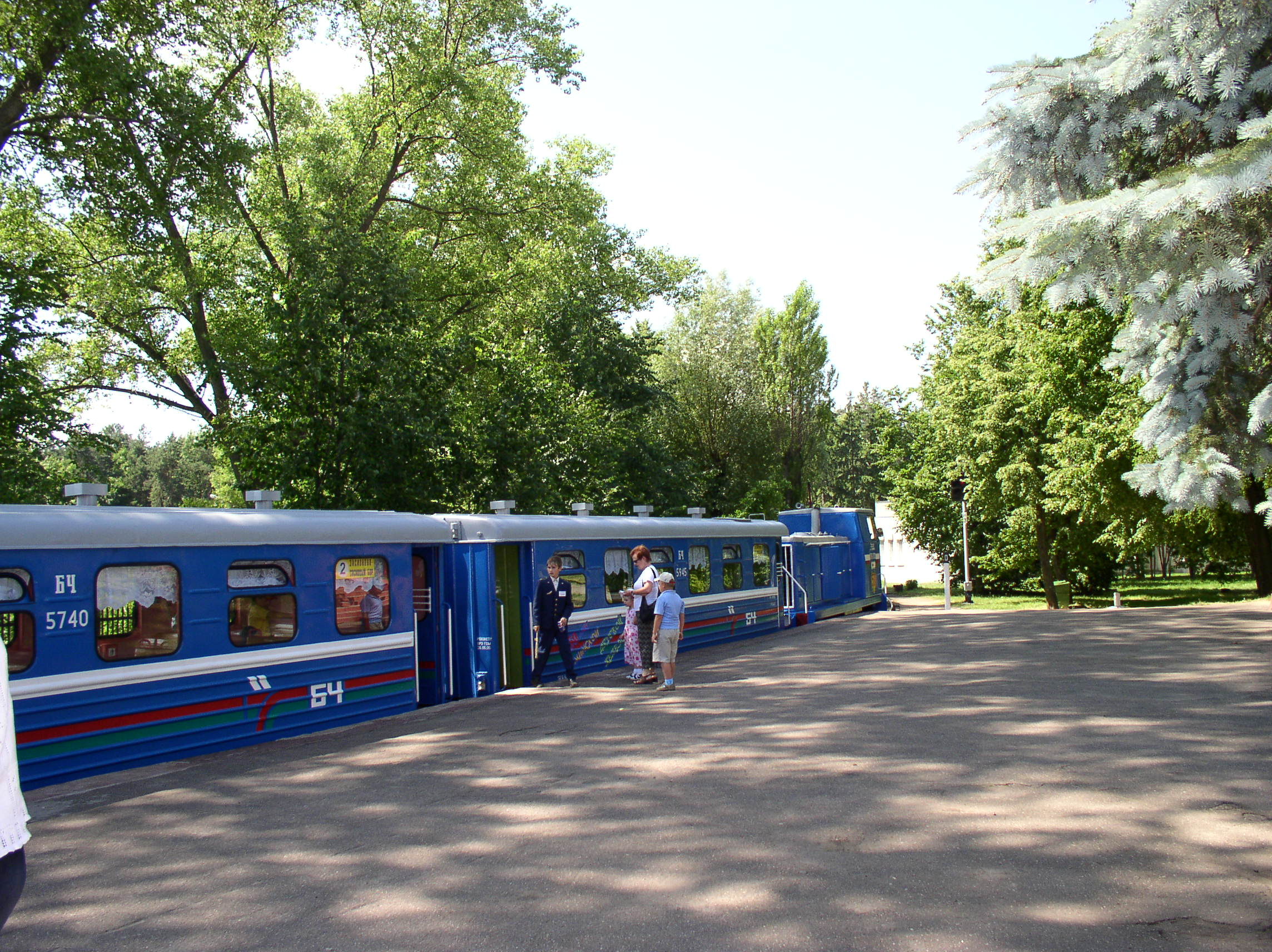
Посадка пассажиров на станции «Заслоново»

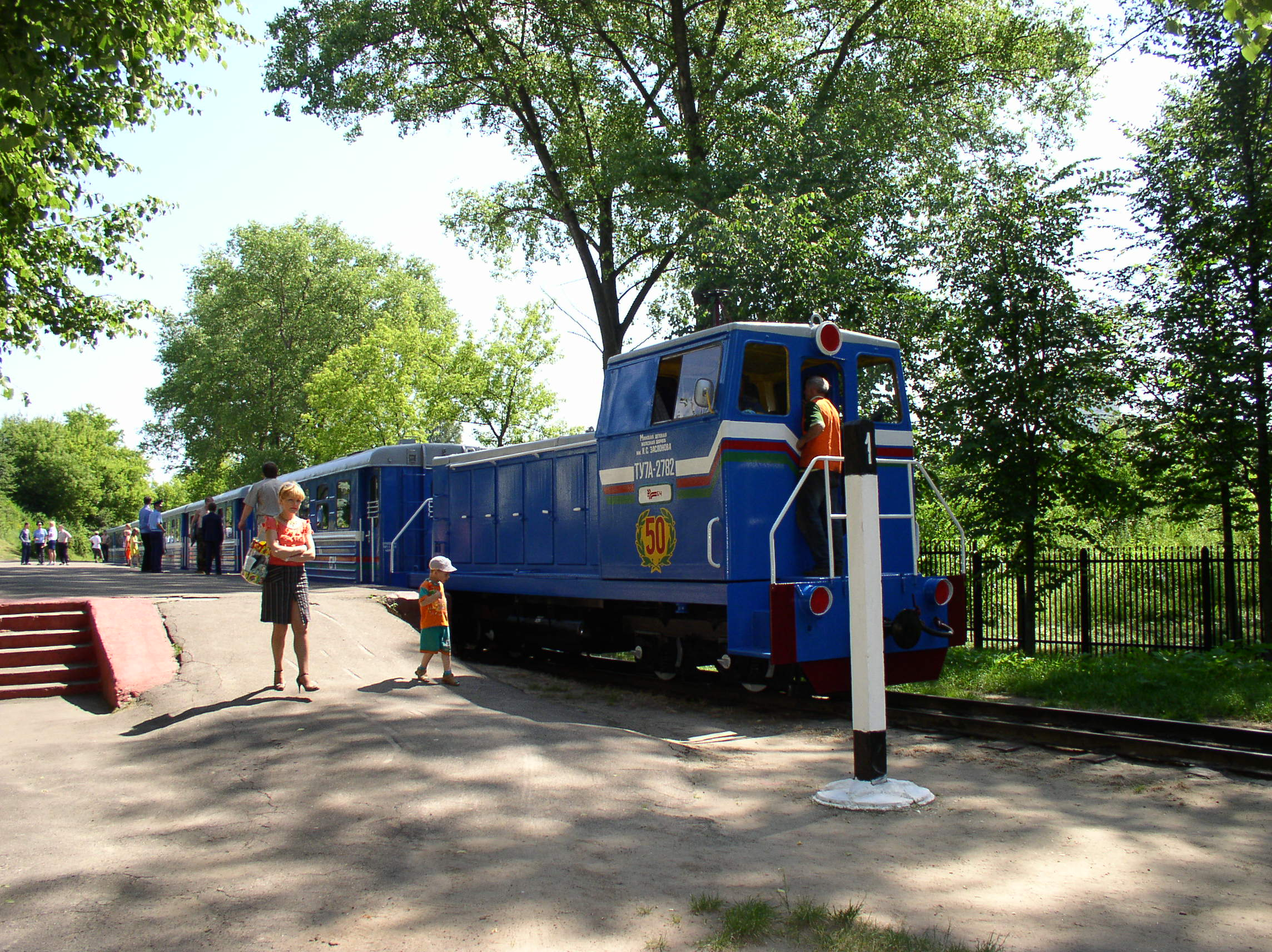
Тепловоз ТУ7А-2782 на станции «Заслоново»

## История

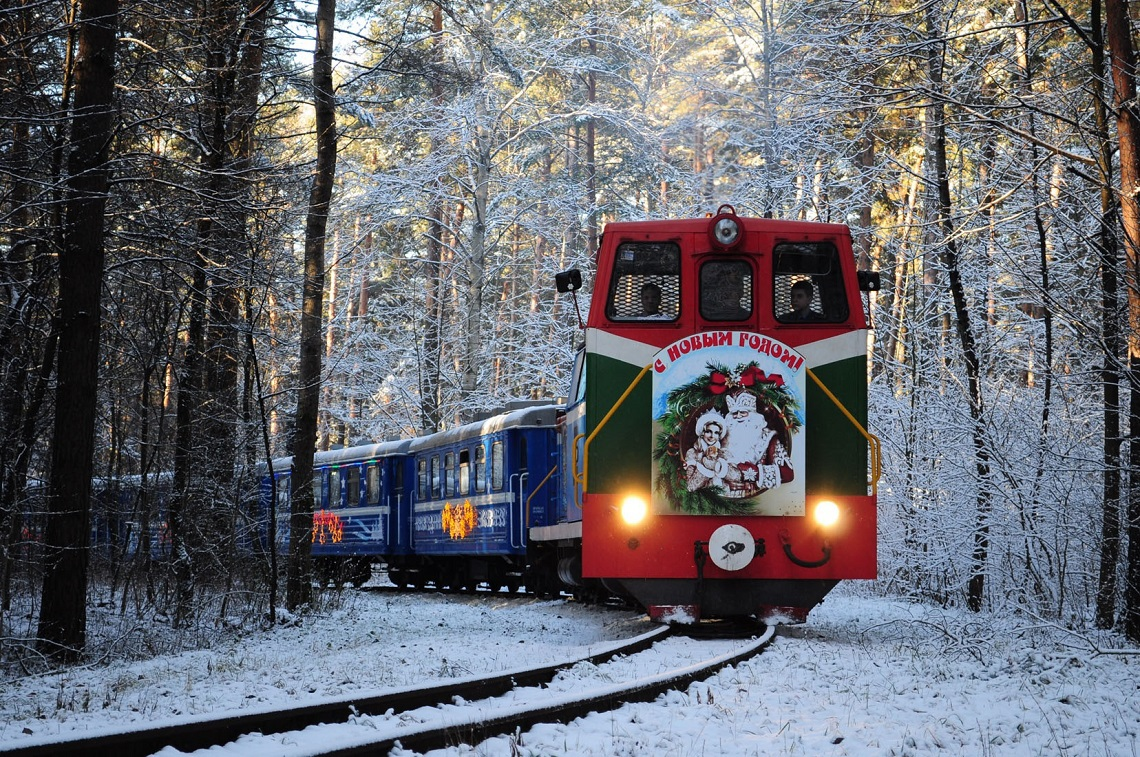
«Новогодний экспресс»

Дорога была открыта 9 июля 1955 года. С 1955 года на дороге эксплуатировались паровоз серии 159-232, поступивший из Эстонии, 6 деревянных четырёхосных пассажирских вагонов постройки Столбцовского вагонного депо и одна грузовая платформа. В 1963 году их сменил паровоз Кп4–465 производства польского завода Fablok с тендером и 6 цельнометаллическими вагонами другого польского завода — «Pafawag» (по имеющимся данным с ликвидированной в том же году узкоколейной дороги Дукшты-Браслав-Друя). С 1967 года начал эксплуатироваться  тепловоз серии ТУ2 № 113 (паровоз Кп4 выходил на линию эпизодически до своего списания в 1975 году). В 1971 году дороге было присвоено имя Константина Сергеевича Заслонова — белорусского партизана-железнодорожника, Героя Советского Союза. Главная станция «Парк Культуры» была переименована в «Заслоново».
В конце 70-х годов на дорогу был передан из Эстонии, с закрытой узкоколейки тепловоз ТУ2-010.
В середине 1980-х были списаны вагоны "Pafawag", на станции «Заслоново» был проведен капитальный ремонт, а в 1987 году была проведена техническая модернизация дороги — была установлена автоблокировка, построено новое здание диспетчерской на станции «Пионерская», песчаный балластный слой был заменен на щебеночный. Поступил в эксплуатацию новый тепловоз (ТУ7А-2782) и 12 вагонов ПВ40 (два состава).
В 1994 году тепловоз ТУ2-010 был списан на металлолом, а 6 вагонов ПВ40 были разгромлены местными вандалами, отправлены в ремонт, откуда вернулись в 2005 году, к 50-летнему юбилею дороги. В 2005 году был списан тепловоз ТУ2-113. Теперь он находится на стоянке в Брестском музее железнодорожной техники.
В том же 2005 году вагоны производства 1987 года были отправлены на ремонт. По случаю 50-летнего юбилея дороге были подарены 6 вагонов, прошедших капитальный ремонт на Гомельском вагоноремонтном заводе.
Летом 2008 года был приобретён тепловоз ТУ7А-3350.
В мае 2009 года состоялось торжественное открытие нового учебного центра с профилирующими классами, компьютерным кабинетом и залом истории.
В 2013 году 6 вагонов ПВ40 прошли реконструкцию на Минском вагоноремонтном заводе. В 2015 году тепловозы ТУ7А-2782 и ТУ7А-3350 также прошли капитальный ремонт в депо Лида. Также в 2015 году на детской железной дороге был заменён участок рельсошпальной решетки перегона Пионерская - Сосновый Бор. В 2020 году к Юбилею Детской железной дороги был произведен капитальный ремонт станций Заслоново и Пионерская. В 2024 году 10 вагонов (8 пассажирских, 2 служебных) прошли ремонт на Минском вагоноремонтном заводе.
В настоящее время на детской железной дороге имеется два тепловоза ТУ7А-2782, ТУ7А-3350 и 10 вагонов серии ПВ51, два из которых оснащены дизель-генераторной установкой, предназначенной для освещения и отопления вагонов. Все вагоны оборудованы системой радиовещания для проведения музыкального сопровождения и тематических экскурсий.
В мае на Дороге курсирует два состава. На станции «Пионерская» происходит скрещение поездов, при котором один поезд (Сосновый Бор — Заслоново) стоит, а другой (Заслоново — Сосновый Бор) следует по перегону без остановки.
Ежегодно, ко Дню Победы, юные железнодорожники работают в форме военных лет. Это проводники и начальник поезда. На станции «Сосновый бор» можно отведать «солдатской» каши, поучаствовать в различных конкурсах. В эти дни ходит 2 состава (поезда № 601—630).

## Станции
На дороге есть три станции: «Заслоново», «Пионерская» и «Сосновый Бор». Длина главного пути (узкой колеи 750 мм) составляет 3790 м.

### Заслоново
Здание станции Заслоново, расположенное по адресу проспект Независимости, 86 (неподалёку от станции метро Парк Челюскинцев), было построено в 1955 году по проекту архитектора Георгия Заборского. В нём расположены зал ожидания, билетная касса, справочное бюро, помещение дежурного по станции, инструкторская и макет железной дороги. Начальная и конечная станция маршрута Детской железной дороги, где происходит посадка и высадка пассажиров. В 2020 году была проведена реконструкция вокзала: обновлен зал ожидания, макет. Впервые появился симулятор машиниста поезда.

### Пионерская
Станция Пионерская — техническая. Там расположены пульты СЦБ, с которых осуществляется управление движением. Станция имеет 4 пути, имеется смотровая канава, навес для подвижного состава и гидроколонка. На станции производится техническое обслуживание подвижного состава и экипировка локомотивов. На станцию ежедневно ходят автобусы маршрутов № 13, 35, 64. В 2019 году была проведена реконструкция станционного здания. В 2024 году был построен навес для отстоя подвижного состава.

### Сосновый Бор
Станция Сосновый Бор расположена в лесопарковой зоне. Ранее там было деревянное здание вокзала, но оно было уничтожено пожаром в 1980 году, и в настоящий момент там установлен навес. Здесь пассажиры могут выйти, прогуляться, подышать свежим воздухом, отвлечься от повседневной суеты.

## Моделизм
На базе кружка «Юный железнодорожник» детской железной дороги проводятся занятия по моделированию железнодорожного транспорта, туда принимают учащихся 5-7 классов, а работают (занимаются) ребята и постарше железнодорожного моделизма. В здании станции Заслоново расположен действующий макет железной дороги в типоразмере H0.
Ежегодно до 2019 года ко Дню железнодорожника (первое воскресенье августа) члены «Клуба БМ» вместе со своими коллегами по увлечению устраивали выставку действующего модульного макета железной дороги с движением поездов по нему.